# The Everly Brothers
The Everly Brothers var en amerikansk rock'n'roll-duo bestående av bröderna Don (1937–2021) och Phil Everly (1939–2014). The Everly Brothers invaldes i Rock and Roll Hall of Fame under det första intagningsåret 1986.
Bröderna blev tidigt musikintresserade då de växte upp i en musikalisk familj med en gitarrist till far, och dök först upp på radio där de sjöng tillsammans med sin pappa Ike Everly och mamma Margaret Everly som "The Everly Family" redan på 1940-talet. När bröderna fortfarande gick i gymnasiet fick de uppmärksamhet från framstående Nashville-musiker som Chet Atkins, som började marknadsföra dem nationellt.
1957 kom deras första riktiga hit "Bye Bye Love" (#2) och under det sena 1950-talet och tidiga 1960-talet kom hits som "Wake up Little Susie" (#1), "All I have To Do Is Dream" (#1), "Bird Dog" (#1), "Problems" (#2), "Cathy's Clown" (#1) och "Crying In The Rain" (#6). Siffrorna inom parentes härrör sig från den amerikanska Billboard-listan.
I juli 1973 var bägge bröderna trötta på varandra och gick skilda vägar under tio år. Brödernas respektive solokarriärer gick dock inte hem bland publiken, förutom Phil Everly-singeln "She Means Nothing To Me" som med draghjälp av Cliff Richard nådde nionde plats på Englands-listan 1983.
Den 23 september 1983 hölls en återföreningskonsert i Royal Albert Hall i London. Året därefter gavs studioalbumet EB84 ut, producerat av Dave Edmunds och med specialskrivna låtar av bland andra Paul McCartney och Jeff Lynne. 1985 kom albumet Born Yesterday, även det producerat av Edmunds. Efter albumet Some Hearts... 1988 har de bara ägnat sig åt att turnera. 1990 fick den norska popgruppen A-ha en större hit med en cover på Everly Brothers-låten "Crying in the Rain". 1976 nådde gruppen Nazareth plats 8 på Billboard Hot 100 med låten "Love Hurts".
Efter att ha turnerat ihop med Simon and Garfunkel 2003 och 2004 som gästartister gav sig The Everly Brothers ut på turné i England november – december 2005 efter ett längre uppehåll. Planerade konserter i Las Vegas i början av 2006 ställdes dock in utan någon förklaring. 
Något mer framträdande som duo blev det inte efter december 2005, eftersom Phil Everly avled i januari 2014. Don Everly avled den 21 augusti 2021.

## Diskografi

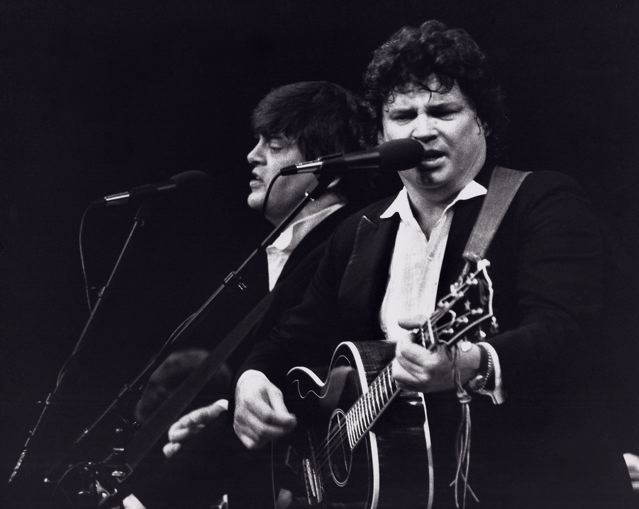
The Everly Brothers på 1980-talet.

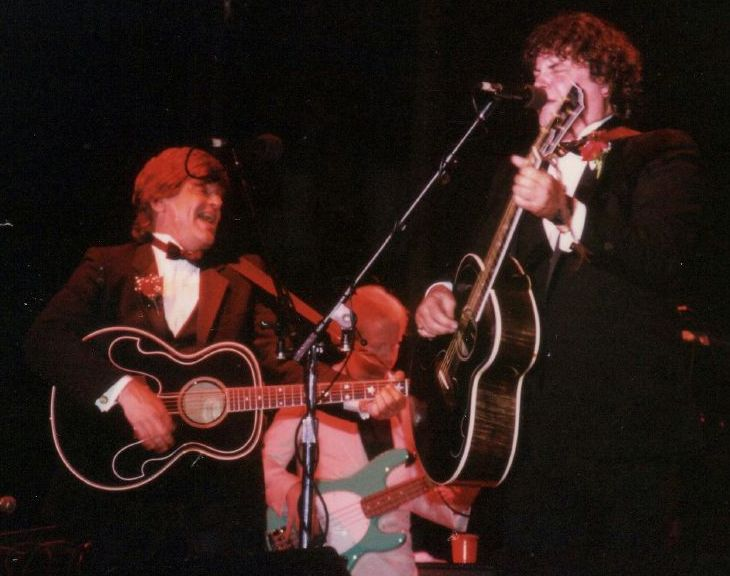
The Everly Brothers under en konsert 2006.

### Album
- 1958 – The Everly Brothers
- 1958 – Songs Our Daddy Taught Us
- 1960 – The Fabulous Style of the Everly Brothers
- 1960 – It's Everly Time
- 1961 – A Date with the Everly Brothers
- 1961 – Both Sides Of An Evening
- 1962 – Instant Party
- 1962 – Christmas with the Everly Brothers
- 1963 – The Everly Brothers Sing Great Country Hits
- 1965 – Gone Gone Gone
- 1965 – Rock'n Soul
- 1965 – Beat & Soul
- 1966 – In Our Image
- 1966 – Two Yanks in England
- 1967 – The Hit Sound of the Everly Brothers
- 1967 – The Everly Brothers Sing
- 1968 – Roots
- 1970 – The Everly Brothers Show
- 1972 – Stories We Could Tell
- 1973 – Pass the Chicken & Listen
- 1977 – The New Album (tidigare outgivet material)
- 1984 – Reunion Concert
- 1984 – Nice Guys (tidigare outgivet material)
- 1984 – EB84
- 1985 – Home Again (samlingsskiva med två tidigare outgivna låtar)
- 1985 – All They Had to Do Was Dream (tidigare outgivna alternativa tagningar)
- 1986 – Born Yesterday
- 1987 – Suzie Q (tidigare outgivet material)
- 1988 – Some Hearts...
- 1989 – The Warner Bros Years Vol 1 (samlingsalbum 1962-1965)
- 1989 – The Warner Bros Years Vol 2 (samlingsalbum 1964-1970)
- 1992 – Classic Everly Brothers (3-CD Box, komplett 1957-1960)
- 1994 – Heartaches & Harmonies (4-CD Box)
- 2005 – Too Good to Be True (tidigare outgivna demoinspelningar från 1957-1960)
- 2005 – Give Me a Future (tidigare outgivna demoinspelningar)
- 2005 – The Price of Fame (7-CD Box, komplett 1960-1965)
- 2006 – Chained To A Memory (8-CD + 1 DVD Box, komplett 1966 - 1972)

### Singlar
| Låttitel                               | US | UK | År   | Skivbolag       | Anmärkning                                                        |
| -------------------------------------- | -- | -- | ---- | --------------- | ----------------------------------------------------------------- |
| Keep A-Lovin' Me/The Sun Keeps Shining |    |    | 1956 | Columbia        | De två första sångerna bröderna Everly spelade in ihop.           |
| Bye Bye Love                           | 2  | 6  | 1957 | Cadence         | US: Guldskiva, C&W #1                                             |
| Wake Up Little Susie                   | 1  | 2  | 1957 | Cadence         | US: Guldskiva, C&W/R&B #1                                         |
| This Little Girl Of Mine               | 26 |    | 1958 | Cadence         |                                                                   |
| All I Have to Do Is Dream              | 1  | 1  | 1958 | Cadence         | US: Guldskiva, C&W/R&B #1                                         |
| Claudette                              | 30 | 1  | 1958 | Cadence         |                                                                   |
| Bird Dog                               | 1  | 2  | 1958 | Cadence         | US: Guldskiva, C&W #1                                             |
| Devoted to You                         | 10 |    | 1958 | Cadence         |                                                                   |
| Problems                               | 2  | 6  | 1958 | Cadence         |                                                                   |
| Take a Message To Mary                 | 16 | 20 | 1959 | Cadence         |                                                                   |
| Poor Jenny                             | 22 | 14 | 1959 | Cadence         |                                                                   |
| Til I Kissed You                       | 4  | 2  | 1959 | Cadence         |                                                                   |
| Let It Be Me                           | 7  | 13 | 1960 | Cadence         |                                                                   |
| When Will I Be Loved                   | 8  | 4  | 1960 | Cadence         |                                                                   |
| Like Strangers                         | 22 | 11 | 1960 | Cadence         |                                                                   |
| Cathy's Clown                          | 1  | 1  | 1960 | Warner Brothers | US: Guldskiva, R&B #1                                             |
| So Sad                                 | 7  | 4  | 1960 | Warner Brothers |                                                                   |
| Lucille                                | 21 | 4  | 1960 | Warner Brothers |                                                                   |
| Walk Right Back                        | 7  | 1  | 1961 | Warner Brothers |                                                                   |
| Ebony Eyes                             | 8  | 1  | 1961 | Warner Brothers |                                                                   |
| Temptation                             | 27 | 1  | 1961 | Warner Brothers |                                                                   |
| Don't Blame Me                         | 20 | 20 | 1961 | Warner Brothers |                                                                   |
| Muskrat                                | 82 | 20 | 1961 | Warner Brothers |                                                                   |
| Crying In the Rain                     | 6  | 6  | 1962 | Warner Brothers |                                                                   |
| That's Old Fashioned                   | 9  |    | 1962 | Warner Brothers |                                                                   |
| How Can I Meet Her                     | 75 | 12 | 1962 | Warner Brothers |                                                                   |
| No One Can Make My Sunshine Smile      |    | 11 | 1962 | Warner Brothers |                                                                   |
| So It Always Will Be                   |    | 23 | 1963 | Warner Brothers |                                                                   |
| It's Been Nice                         |    | 26 | 1963 | Warner Brothers |                                                                   |
| The Girl Sang the Blues                |    | 25 | 1963 | Warner Brothers |                                                                   |
| The Ferris Wheel                       | 72 | 22 | 1964 | Warner Brothers |                                                                   |
| Gone Gone Gone                         | 31 | 36 | 1964 | Warner Brothers |                                                                   |
| That'll Be the Day                     |    | 30 | 1965 | Warner Brothers |                                                                   |
| The Price of Love                      |    | 2  | 1965 | Warner Brothers |                                                                   |
| I'll Never Get Over You                |    | 35 | 1965 | Warner Brothers |                                                                   |
| Love Is Strange                        |    | 11 | 1965 | Warner Brothers |                                                                   |
| Bowling Green                          | 40 |    | 1967 | Warner Brothers |                                                                   |
| It's My Time                           |    | 39 | 1968 | Warner Brothers |                                                                   |
| On the Wings Of a Nightingale          | 50 |    | 1984 | Mercury         | US: #9 på "Adult Contemporary"-listan. Skriven av Paul McCartney. |